# Hyalinobatrachium orocostale
Espèce
Synonymes
- Centrolenella orocostalis Rivero, 1968

Hyalinobatrachium orocostale est une espèce d'amphibiens de la famille des Centrolenidae.

## Répartition
Cette espèce est endémique du Venezuela. Elle se rencontre à 1 200 m d'altitude dans la serranía del Interior dans la cordillère de la Costa.

## Publication originale
- Rivero, 1968 : Los centrolenidos de Venezuela (Amphibia, Salientia). Memoria de la Sociedad de Ciencias Naturales La Salle, vol. 28, p. 301-334.